# Showband Marum
Showband Marum is een vereniging voor Percussie en Brassmuziek uit het Groninger dorp Marum.
De band werd opgericht in 1958 en momenteel heeft de vereniging ongeveer 130 leden, uit Marum zelf en de verdere omgeving (Friesland, Groningen, Drenthe). De vereniging kent een verdeling in percussie, brass en verschillende guard-groepen. De leeftijd van de leden varieert tussen de 14 en 35 jaar. Binnen de band een eigen opleiding verzorgd voor leerlingen in alle secties. Deze leerlingen worden opgenomen in de jeugdband en na het behalen van een aantal opleidingscertificaten stromen zij door naar de showband. 
Showband Marum is een band in ontwikkeling die graag op eigenzinnige wijze experimenteert. In de shows zijn bewerkingen van klassieke stukken opgenomen die als geheel vaak een thema uitbeelden. De band behaalde resultaten op het Wereld Muziek Concours en treedt op in binnen- en buitenland. Op 9 juni 2007 werd de band eerste in Assen op het Open Dutch Showcorps Championship met een score van 950.